# Brigada HVO Nikola Šubić Zrinski
Brigada HVO Nikola Šubić Zrinski je bila brigada-pukovnija Hrvatskog vijeća obrane tijekom rata i poslijeraća u Bosni i Hercegovini. Sjedište je bilo u Busovači. Osnovana je 20. prosinca 1992. godine. Zvala se po hrvatskom vojskovođi Nikoli Šubiću Zrinskome. Brigada je bila pod nadležnošću ZP Vitez. Sudjelovala u obrani Busovače i Središnje Bosne. Spomen-obilježje je na groblju u Busovači. Zapovjednik brigade – pukovnije bio je Jure Čavara.